# Siarhiej Kukuszkin
Siarhiej Michajławicz Kukuszkin (błr. Сяргей Міхайлавіч Кукушкін, ros. Сергей Михайлович Кукушкин - Siergiej Michajłowicz Kukuszkin; ur. 24 lipca 1985 w Mińsku) – białoruski hokeista, reprezentant Białorusi.

## Kariera
- Junost' Mińsk (2001-2004)
  -  HK Brześć (2004)
  -  Junior Mińsk (2003-2004)
- Indiana Ice (2004-2005))
- Kapitan Stupino (2005-2006)
- Dinamo Moskwa / Dinamo Moskwa 2 (2006)
- Łada Togliatti (2006-2007)
- Mietałłurg Żłobin (2007-2008)
- Dynama Mińsk (2008-2009)
- HK Kieramin Mińsk (2009-2010)
- Mietałłurg Żłobin (2010-2011)
- HK Nioman Grodno (2011-2014)
- Mietałłurg Żłobin (2014-2015)
- Nesta Mires Toruń (2015-2017)
- HK Witebsk (2017-2018)
- Polonia Bytom (2018-)
- HK Witebsk (2019)
- HK Mohylew (2019-)

Wychowanek Junosti Mińsk. W drafcie NHL z 2004 został wybrany przez Dallas Stars. W sezonie 2004/2005 grał w amerykańskiej lidze juniorskiej USHL. Po powrocie do Europy grał w klubach pierwszej, drugiej i trzeciej ligi rosyjskiej, rozgrywkach KHL oraz białoruskiej ekstraligi. Od 2015 zawodnik Nesty Toruń w Polskiej Hokej Lidze. Po sezonie 2015/2016 przedłużył kontrakt z toruńskim klubem (wraz z nim jego rodak Jauhien Żylinski). Po sezonie PHL 2016/2017 odszedł z Torunia. Po roku występów w białoruskim Witebsku, we wrześniu 2018 został zawodnikiem Polonii Bytom. W 2019 powrócił do Witebska, skąd w październiku 2019 przeszedł do HK Mohylew. W połowie 2020 przedłużył tam kontrakt.
W barwach juniorskich kadr Białorusi uczestniczył w turniejach mistrzostw świata juniorów do lat 18 w 2003 (Elita) oraz mistrzostw świata juniorów do lat 20 w 2004 (Dywizja I), 2005 (Elita). W składzie reprezentacji seniorskiej uczestniczył w turniejach mistrzostw świata 2006, 2007.
W trakcie kariery określany pseudonimem Kukuła.

## Sukcesy
Reprezentacyjne
- Awans do mistrzostw świata juniorów do lat 20 Elity: 2004

Klubowe
- Złoty medal mistrzostw Białorusi: 2004 z Junostią Mińsk, 2013, 2014 z Niomanem Grodno
- Puchar Białorusi: 2004 z Junostią Mińsk, 2011 z Mietałłurgiem Żłobin
- Brązowy medal mistrzostw Białorusi: 2011 z Mietałłurgiem Żłobin
- Srebrny medal mistrzostw Białorusi: 2012 z Niomanem Grodno